# Tên hiệu
Tên hiệu, hay còn được gọi là hao (tại Trung Quốc), gō (tại Nhật Bản) hay ho (tại Hàn Quốc) là một tên mà trí thức phong kiến tự đặt thêm cho mình bên cạnh tên vốn có, thường là từ có ý nghĩa đẹp đẽ, thể hiện hoài bão hoặc tâm sự của bản thân. Hiệu còn được gọi là biệt hiệu hoặc biệt tự.
Truyền thống này bắt nguồn từ Trung Quốc và truyền sang các quốc gia lân cận như Nhật Bản, Hàn Quốc, Việt Nam và Vương quốc Lưu Cầu cũ.
Trong văn hóa Đông Á, gọi thẳng tên của người khác là một hành động vô lễ; trong tình huống bình thường, chỉ có bậc trưởng bối mới có thể làm như vậy; còn khi giao tiếp ngang hàng hoặc với trưởng bối thì dùng tên hiệu để xưng hô.

## Lịch sử

### Trung Quốc
Trong văn hóa Trung Quốc, hiệu (giản thể: 号; phồn thể: 號) ban đầu được dùng để chỉ bất kỳ tên nào mà người khác đặt cho bản thân, trái ngược với tên húy là do cha mẹ hoặc trưởng bối đặt. Việc sử dụng tên hiệu một cách chính thức hoặc như một bút danh dường như chỉ bắt đầu từ thời Lục triều, khi các nhà văn Đào Tiềm và Cát Hồng tự đặt tên hiệu cho mình.
Tên hiệu trở nên thịnh hành trong triều đại nhà Đường, trong thời đại này, tên hiệu có thể được chính bản thân đặt hoặc do một người khác đặt cho. Hầu hết tên hiệu có thể được chia làm các loại sau:
- Tên hiệu xuất phát từ vị trí hoặc đặc điểm cư trú của người đó. Ví dụ, Đào Tiềm có hiệu là Uyên Minh hoặc Ngũ Liễu tiên sinh; trong khi Tô Thức có hiệu là Đông Pha cư sĩ sau khi chuyển đến sống tại Hàng Châu.
- Tên hiệu bắt nguồn từ những câu nói nổi tiếng. Ví dụ, Âu Dương Tu có hiệu là Lục nhất cư sĩ (cư sĩ với sáu cái "một") sau khi tự mô tả mình là "một vạn quyển sách, một ngàn thạch văn, một cây đàn, một bàn cờ, một bầu rượu và một thân già".
- Tên hiệu bắt nguồn tờ những bài thơ hay hình ảnh nổi tiếng, chúng thường được đặt bởi những người khác bởi sự ngưỡng mộ. Lý Bạch được các thi gia đương thời nể phục gọi là Trích Tiên Nhân.
- Tên hiệu bắt nguồn từ tác phẩm, nơi sinh hoặc chức quan của người đó. Ví dụ, Đỗ Phủ được gọi là Đỗ Công Bộ do từng làm Kiểm hiệu công bộ viên ngoại lang.

Đến thời nhà Tống, phần lớn các nhà văn gọi nhau bằng tên hiệu do đó chúng thường được thay đổi; tình trạng này tiếp diễn cho đến thế kỷ 20.